# Branta
Branta Scopoli, 1769 è un genere di uccelli della famiglia Anatidae.  Comprende sei specie di oche, grandi anatidi dell'emisfero nord, dal carattere sociale; sono uccelli migratori, ad eccezione dell'oca delle Hawaii (Branta sandvicensis) che resta stanziale alle Hawaii.

## Descrizione
Le oche del genere Branta sono accomunate da una colorazione grigio-nera, in particolare la testa che è prevalentemente nera, questo le distingue a prima vista dalle altre oche del genere Anser che hanno colorazioni bianche e brune.

## Tassonomia
Comprende le seguenti specie:
- Branta canadensis (Linnaeus, 1758) - oca del Canada
- Branta hutchinsii (Richardson, 1832) - oca della tundra
- Branta sandvicensis (Vigors, 1834) - oca delle Hawaii
- Branta bernicla (Linnaeus, 1758) - oca colombaccio
- Branta leucopsis (Bechstein, 1803) - oca facciabianca
- Branta ruficollis (Pallas, 1769) - oca collorosso